# Takeshi Yasuda
Takeshi Yasuda est un potier japonais né à Tokyo en 1943. De 1963 à 1966, Yasuda est formé à la poterie Daisei-Gama à Mashiko où il établit son premier studio. Ses premiers travaux sont des grès cendrés, après quoi il explore le sancai et la faïence fine. Plus récemment, Yasuda a travaillé avec de la porcelaine en céladon-glacé.
Yasuda s'installe en Grande-Bretagne en 1973. Il a enseigné dans les écoles d'art et universités à travers le Royaume-Uni et a été professeur d'arts appliqués à l'université d'Ulster. Yasuda est actuellement directeur de l'atelier de poterie à Jingdezhen, en Chine.

## Collections publiques (sélection)
Parmi les collections qui contiennent des pièces de Yasuda :
- Crafts Council Collection, Londres
- Victoria & Albert Museum, Londres
- Ulster Museum, Belfast
- Middlesbrough Institute of Modern Art, Middlesbrough
- York City Art Gallery, York
- Shipley Art Gallery, Gateshead
- Hove Museum & Art Gallery, Sussex
- Bergensjunsthandwerksskole, Norvège